# Орла Єрґенсен
Орла Єрґенсен (дан. Orla Jørgensen, 25 травня 1904 — 29 червня 1947) — данський велогонщик.
Олімпійський чемпіон 1928 року в роздільній командній гонці.